# Барановка (Кемеровський округ)
Бара́новка (рос. Барановка) — село у складі Кемеровського округу Кемеровської області, Росія.

## Населення
Населення — 1152 особи (2010; 1095 у 2002).
Національний склад (станом на 2002 рік):
- росіяни — 93 %